# 1691 au Canada
Pour un article plus général, voir Chronologie du Canada.
Cet article traite des événements qui se sont produits durant l'année 1691 au Canada.

## Événements
- 11 août : Bataille de La Prairie. Les français repoussent une milice anglaise.
- Face aux menaces iroquoises, le Fort Frontenac est momentanément abandonné.
- Construction à Québec de l'ouvrage défensif Batterie royale.

## Décès
- 27 janvier : Martin Prévost, pionnier.
- 27 mai : Pierre Allemand, navigateur.
- 6 juin : François Le Moyne de Bienville, militaire.
- Richard Denys, négociant acadien.